# 한국국제연합봉사단
한국국제연합봉사단은 사회각계각층이 참여하는 인류지향적 농어촌 봉사활동은 물론 참된 농어촌의 발전을 위한 차별화된 농어촌교육시스템의 도입을 통해 지속적인 농어촌의 발전과 함께 밝고 평화로운 인류문화 창조와 글로벌 한국인 육성을 목적으로 2009년 8월 20일 설립된 대한민국 농림수산식품부 소관의 사단법인이다. 사무실은  서울특별시 강남구 청담동 73-3 동진빌딩 2층에 있다.

## 주요 사업
- 세종나눔봉사대상 개최 (5월, 11월 (연 2회))
- 저소득층과 독거노인 및 소년소녀 가장을 위한 각종 나눔 활동의 활성화